# 葡萄牙律師公會
葡萄牙律師公會是葡萄牙的一個法律專業團體，成立於1926年，負責規管該國的法律專業。
葡萄牙法律中的律師（advogado）相當於普通法中律師（又稱事務律師）及大律師之總和。葡萄牙另設有法律代辦（solicitador）一職。
成為律師公會會員須通過相當困難的筆試及口試。

## 外部連結
- Legal profession - Portugal, European Commission （页面存档备份，存于）
- Portugal: Legal description, The American Bar website, Forster-Long, Inc.
- Ordem dos Advogados official website （葡萄牙語）